# Sferisterio Edmondo De Amicis (Imperia)
Lo sferisterio Edmondo De Amicis è uno sferisterio di Imperia, in località Clavi, inaugurato nel 2002 per ospitare gare di pallapugno.
Sul campo dell'impianto gioca la squadra della società G.S. San Leonardo, che disputa il campionato italiano di serie A.
La capienza è di 3 500 spettatori e, aggiungendo tribune mobili, può arrivare a circa 6 000.